# Nokia 8
Nokia 8 är en Android-baserad mobiltelefon under varumärket Nokia från HMD Global och annonserades 16 augusti 2017 med planerad global lansering i september 2017. 

## Android-uppdateringar för Nokia 8
Vid annonseringen av Nokia 8 utlovades Android 7.1.1 som initialt system och version. Tillverkaren HMD utlovade i vid annonseringen av telefonmodellen att den skall få säkerhetsuppdateringar varje månad.

## Specifikationer
- Operativsystem: Android 7.1.1 (initialt)
- Chipset: Qualcomm Snapdragon 835
- Processor: Qualcomm Kryo 280 (8-core)
- Grafikprocessor: Qualcomm Adreno 540
- RAM: 4 GB
- Masslagringsminne: 64 GB
- Minneskort: microSD (stöd för upp till 256 GB)
- Bildskärm: 5,3 tum kapacitiv pekskärm (2560 x 1440 pixlar, IPS LCD)
- Mobilstandarder: GSM (med GPRS och EDGE) samt 3G (WCDMA och HSDPA) och LTE – upp till 450 Mbps nedströms & 50 Mbps uppströms
- WLAN: 810.11b/g/n/ac (MIMO)
- Bluetooth: v5.0
- USB: Type-C 3.1gen1 (5 Gbps)
- Kamera (baksidan)
  - Stillbilder, upplösning: 13 MP (Färg + OIS) + 13 MP (Mono), 1.12 um
  - Stillbilder, format:
  - Stillbilder, egenskaper: f/2.0, 76.9˚, PDAF, IR-mätare, dubbeltonsblixt
  - Videoinspelning, upplösning:
  - Videoinspelning, format:
  - Videoinspelning, egenskaper:
- Kamera (framsidan)
  - Stillbilder, upplösning: 13 MP PDAF (1,12 µm)
  - Stillbilder, format:
  - Stillbilder, egenskaper: f/2,0, 78,4 grader, skärmblixt
  - Videoinspelning, upplösning:
  - Videoinspelning, format:
  - Videoinspelning, egenskaper:
- Batteri, mAh: 3090 – stöd för Qualcomm Quick Charge 3.0 (18W, 5V/2.5A, 9V/2A, 12V/1.5A)
- Batteritider
  - Taltid (max): ?
  - Standby (max): ?